# هیرومی ایواساکی
هیرومی ایواساکی (به ژاپنی: 岩崎 宏美، Hiromi Iwasaki) (متولد ۱۲ نوامبر ۱۹۵۸) خواننده زن ژاپنی است که از سال ۱۹۷۵ در زمینهٔ موسیقی فعالیت دارد. خواهر کوچک‌تر او یوشیمی ایواساکی هم خواننده است. هیرومی ایواساکی در سال ۱۹۸۱ جایزهٔ نقره‌ای از جشنوارهٔ موسیقی توکیو را دریافت کرد.